# Астрагал свёрнутый
Астрага́л свёрнутый (лат. Astragalus contortuplicatus) — вид цветковых растений рода Астрагал (Astragalus) семейства Бобовые (Fabaceae).

## Ботаническое описание
Однолетнее травянистое растение.
Стебли 10—30 см высотой, опушённые, ветвящиеся, распростёртые, реже прямостоячие.
Листья 5—15 см длиной, сложные, с шестью — десятью парами продолговато-яйцевидных листочков 8—12 мм длиной. Цветоносы короче листьев.
Цветки почти сидячие, в малоцветковых соцветиях — кистях. Прицветники узколинейные, 2,5—3 мм длиной. Чашечка колокольчатая, 5—6 мм длиной. Венчик желтоватый.
Плоды — двугнёздные бобы, почти сидячие, линейно-продолговатые, 1—2 см длиной, морщинистые.

## Распространение и местообитание
В ареал вида входят: Средняя Азия, Средиземноморье, Гималаи, Иран, Кавказ, Восточная Европа, Западная Сибирь. Описан из Сибири.
Произрастает на солонцеватых пойменных лугах.

## Охрана
Вид занесён в Красную книгу Новосибирской области, Омской области, Саратовской области, Ставропольского края, Республики Хакасия.

## Синонимика
- Contortuplicata astragaloides Medik.
- Contortuplicata contortuplicata (L.) Rydb.
- Tragacantha contortuplicata (L.) Kuntze[3]